# 星际：异端先知
《星际：异端先知》是由顽皮狗开发，索尼互動娛樂发行的动作冒险游戏。游戏设定在数千年后的未来，讲述了赏金猎人Jordan A. Mun（塔蒂·嘉布莉兒饰演）被困在一个偏远星球上的故事。游戏开发始于2020年，在顽皮狗的前一款游戏《最后生还者 第II章》发行后，由创意总监兼编剧尼尔·德鲁克曼、游戏总监Matthew Gallant和Kurt Margenau指导。